# Gail Saltz
Pour les articles homonymes, voir Saltz.
 (août 2024).
La mise en forme du texte ne suit pas les recommandations de Wikipédia : il faut le « wikifier ».
Les points d'amélioration suivants sont les cas les plus fréquents. Le détail des points à revoir est peut-être précisé sur la page de discussion.
- Les titres sont pré-formatés par le logiciel. Ils ne sont ni en capitales, ni en gras.
- Le texte ne doit pas être écrit en capitales (les noms de famille non plus), ni en gras, ni en italique, ni en « petit »…
- Le gras n'est utilisé que pour surligner le titre de l'article dans l'introduction, une seule fois.
- L'italique est rarement utilisé : mots en langue étrangère, titres d'œuvres, noms de bateaux, etc.
- Les citations ne sont pas en italique mais en corps de texte normal. Elles sont entourées par des guillemets français : « et ».
- Les listes à puces sont à éviter, des paragraphes rédigés étant largement préférés. Les tableaux sont à réserver à la présentation de données structurées (résultats, etc.).
- Les appels de note de bas de page (petits chiffres en exposant, introduits par l'outil «  Source ») sont à placer entre la fin de phrase et le point final[comme ça].
- Les liens internes (vers d'autres articles de Wikipédia) sont à choisir avec parcimonie. Créez des liens vers des articles approfondissant le sujet. Les termes génériques sans rapport avec le sujet sont à éviter, ainsi que les répétitions de liens vers un même terme.
- Les liens externes sont à placer uniquement dans une section « Liens externes », à la fin de l'article. Ces liens sont à choisir avec parcimonie suivant les règles définies. Si un lien sert de source à l'article, son insertion dans le texte est à faire par les notes de bas de page.
- La présentation des références doit suivre les conventions bibliographiques. Il est recommandé d'utiliser les modèles {{Ouvrage}}, {{Chapitre}}, {{Article}}, {{Lien web}} et/ou {{Bibliographie}}. Le mode d'édition visuel peut mettre en forme automatiquement les références.
- Insérer une infobox (cadre d'informations à droite) n'est pas obligatoire pour parachever la mise en page.

Pour une aide détaillée, merci de consulter Aide:Wikification.
Si vous pensez que ces points ont été résolus, vous pouvez retirer ce bandeau et améliorer la mise en forme d'un autre article.
Gail Saltz est une psychiatre, psychanalyste, chroniqueuse et animatrice de télévision américaine. Saltz est l'auteur de plusieurs ouvrages de développement personnel et de psychologie, notamment Anatomy of a Secret Life: The Psychology of Living a Lie (2006) et The Power of Different: The Link Between Disorder and Genius (2017).

## Carrière
Elle est titulaire d'une licence en biologie et en psychologie de l'université de Lehigh, où elle était membre de la fraternité féminine Alpha Gamma Delta . Saltz a ensuite diplômé à la faculté de médecine de l'Université de Virginie. Elle effectue son internat et sa résidence dans le domaine de la psychiatrie à la faculté de médecine Cornell-Weill et au New York Presbyterian Hospital. 
Après ses études, Saltz a continué de travailler comme psychiatre à la faculté de médecine Weill-Cornell de l'hôpital presbytérien de New York  et comme psychanalyste au New York Psychoanalytic Institute. Elle est actuellement rédacteur en chef de la rubrique santé au Child Mind Institute,. Elle possède également un cabinet privé dans l'Upper East Side de New York. 
Elle est l'auteur de plusieurs ouvrages sur la santé mentale et le bien-être, notamment Anatomy of a Secret Life: The Psychology of Living a Lie (2006) , décrit dans le New York Times Book Review comme « un récit de psychologie pop avec une pincée d'entraide », The Ripple Effect: How Better Sex Can Lead to a Better Life (2009), et The Power of Different: The Link Between Disorder and Genius (2017). Elle a également écrit deux livres pour enfants, Amazing You ! Getting Smart About Your Private Parts and Changing You: A Guide to Body Changes and Sexuality. La productrice de NBC, Pamela Hamilton, a été la première à intégrer Saltz au réseau et à développer ses compétences et son contenu à l'antenne. Saltz est désormais un invité fréquent de Today et est apparu en tant qu'expert en sexe, santé et relations dans The Oprah Winfrey Show, Dateline, CBS News et CNN.
Saltz siège au conseil d'administration au 92nd Street Y, où elle anime, depuis 2004, une série de conférences avec des célébrités et des personnalités sur des questions psychologiques. Elle a interviewé Woody Allen, Tom Brokaw, Katie Couric, Jane Pauley, Gail Sheehy, Tavis Smiley et Rosie O'Donnell, entre autres.
Saltz est la sœur de l'astrophysicien Adam Riess, colauréat du prix Nobel pour ses travaux sur l'expansion de l'Univers.